# Estación de Espronceda
Espronceda es una estación semisoterrada de la línea T5 del Trambesòs de Barcelona situada entre las paradas de Can Jaumandreu y Sant Martí de Provençals. Está semisoterrada en el lateral de la Gran Vía de las Cortes Catalanas, entre su intersección con las calles Espronceda y Bac de Roda, en el distrito de San Martín. 

## Historia
Esta estación se inauguró el 14 de octubre de 2006, con la apertura de la línea T5 del Trambesòs, que inicialmente recorría el trayecto Glòries-Besòs. Desde el 20 de febrero de 2012 también pasa la T6.

## Líneas y conexiones
| << cabecera                 | < estación     | línea                 | estación >               | cabecera >> |
| --------------------------- | -------------- | --------------------- | ------------------------ | ----------- |
| Ciutadella \| Vila Olímpica | Can Jaumandreu |                       | Sant Martí de Provençals | Gorg        |
| Ciutadella \| Vila Olímpica | Can Jaumandreu | Estació de Sant Adrià | Sant Martí de Provençals |             |